# Polikarp (Petrow)
Polikarp, imię świeckie Petyr Trendafiłow Petrow (ur. 21 września 1978 w Kiustendole) – bułgarski biskup prawosławny.

## Życiorys
Pochodzi z pobożnej prawosławnej rodziny Trendafiła i Tatiany Petrowów. Uczył się w gimnazjum zawodowym ze specjalnością budowa maszyn, jednak nie ukończywszy szkoły w 1993 wstąpił do seminarium duchownego w Sofii. Jako słuchacz seminarium został posłusznikiem w Monasterze Rylskim. Wieczyste śluby mnisze złożył przed byłym metropolitą nowojorskim Gelazym w monasterze Świętych Cyryla i Metodego w Klisurze 23 listopada 1993, będąc na trzecim roku nauki w seminarium. Ten sam hierarcha udzielił mu 2 marca 1997 święceń diakońskich. Jako słuchacz piątego roku seminarium wyjechał na stypendium do seminarium teologicznego w Kilkis w Grecji, gdzie nauczył się języka greckiego. Naukę w seminarium ukończył z wyróżnieniem. 27 lipca 1999 w soborze św. Mikołaja w Widyniu przyjął święcenia kapłańskie z rąk metropolity widyńskiego Domecjana.
Wyższe studia teologiczne rozpoczął na Moskiewskiej Akademii Duchownej, ukończył natomiast na Uniwersytecie Salonickim w 2006. W czasie studiów w Salonikach żył w monasterze św. Teodory, odwiedzał także monastery Athosu. Po powrocie do Bułgarii został mianowany ihumenem i przełożonym Monasteru Rujeńskiego, który był wówczas całkowicie opuszczony. W 2002 stał już na czele wspólnoty liczącej 30 mnichów i posłuszników. Od 2008 ihumen Polikarp służył w soborze katedralnym w Widyniu, jak również w monasterze Zaśnięcia Matki Bożej w Bdinie, soborze św. Mikołaja w Widyniu oraz jako spowiednik dekanatów widyńskiego i kulskiego. Prowadził również telewizyjne programy prawosławne. 21 listopada 2008 otrzymał godność archimandryty.
2 lipca 2014 został nominowany na biskupa bełogradczyckiego, wikariusza metropolii widyńskiej. Jego chirotonia biskupia odbyła się 27 lipca w monasterze św. Jana Chrzciciela w Łopuszanach. Przewodniczył jej metropolita widyński Domecjan.